# استجابة الجوع
استجابة الجوع في الحيوانات، بما في ذلك البشر، هي مجموعة من التغيرات البيوكيميائية والفسيولوجية التكيفية، التي تنشأ نتيجة نقص الطعام أو فقدان الوزن الشديد، حيث يسعى الجسم للحفاظ على الطاقة عن طريق تقليل كمية الطاقة الغذائية التي يستهلكها.
المصطلحات المكافئة أو ذات الصلة الوثيقة تشمل استجابة الجوع، ووضع الجوع، ومقاومة الجوع، وتحمل الجوع، والجوع المكيف، والتحمل التكيفي، والتكييف الحراري التكيفي، وتكييف الدهون، والتكييف الأيضي.

## في البشر
عادةً، يستجيب الجسم لانخفاض تناول الطاقة عن طريق حرق احتياطيات الدهون واستهلاك العضلات والأنسجة الأخرى. على وجه التحديد، يقوم الجسم بحرق الدهون بعد استنفاذ محتويات الجهاز الهضمي جنبًا إلى جنب مع احتياطيات الجليكوجين المخزنة في خلايا الكبد عن طريق عملية الجليكوجينوليز، وذلك بعد فقدان كميات كبيرة من البروتين. بعد فترات طويلة من الجوع، يستخدم الجسم البروتينات داخل أنسجة العضلات كمصدر للوقود، مما يؤدي إلى فقدان كتلة العضلات.

### الحجم والتكوين
تم تقدير مدى وتكوين استجابة الجوع (أي التكييف الأيضي) في دراسة على 8 أفراد عاشوا عزلة في "بيوسفير 2" لمدة عامين. خلال فترة العزلة، فقدوا تدريجياً متوسط 15% (النطاق: 9-24%) من وزن أجسامهم بسبب الظروف القاسية. عند خروجهم من العزلة، تم مقارنة هؤلاء الأفراد الثمانية مع مجموعة ضابطة تتألف من 152 شخصًا كانت لديها في البداية خصائص جسدية مماثلة. في المتوسط، كانت استجابة الجوع لدى الأفراد بعد العزلة هي تقليل بمقدار 750 كيلوجول (180 كيلوكالوري) في الإنفاق اليومي الكلي للطاقة. وتم تفسير 250 كيلوجول (60 كيلوكالوري) من استجابة الجوع بتقليل كتلة الدهون الحرة والدهون. وتم تفسير 270 كيلوجول إضافية (65 كيلوكالوري) بتقليل الحركة العشوائية. كانت الـ 230 كيلوجول (55 كيلوكالوري) المتبقية غير ذات دلالة إحصائية.

### عام
طاقة الجسم تتألف من معدل الأيض الأساسي ومستوى النشاط البدني، تكوين الطاقة المرتبط بالتمارين. يمكن تلبية هذا الاحتياج الحراري باستهلاك البروتين أو الدهون أو الكربوهيدرات، أو مزيج منهم. الجلوكوز هو الوقود الأيضي العام، ويمكن أن يتم استقلابه من قبل أي خلية. الفركتوز وبعض العناصر الغذائية الأخرى يمكن أن تتم معالجتها فقط في الكبد، حيث يتحول مستقلبها إما إلى جلوكوز يخزن كجليكوجين في الكبد والعضلات، أو إلى أحماض دهنية يتم تخزينها في أنسجة الدهون.
بسبب حاجز الدم-الدماغ، يعتمد توفير العناصر الغذائية إلى الدماغ البشري بشكل خاص على الجزيئات التي يمكن أن تتجاوز هذا الحاجز. يستهلك الدماغ نفسه حوالي 18% من معدل الأيض الأساسي: على إجمالي الامتصاص اليومي البالغ 7.500 كيلوجول (1.800 سعر حراري)، يعادل ذلك 1.360 كيلوجول (324 سعر حراري)، أو حوالي 80 جرامًا من الجلوكوز. حوالي 25% من استهلاك الجلوكوز في الجسم الكلي يحدث في الدماغ.
الجلوكوز يمكن الحصول عليه مباشرة من السكريات الغذائية ومن تحلل الكربوهيدرات الأخرى. في حالة عدم توفر السكريات الغذائية والكربوهيدرات، يمكن الحصول على الجلوكوز من تحلل الجلايكوجين المخزن. الجلايكوجين هو شكل تخزين سهل الوصول للجلوكوز، ويتم تخزينه بكميات كبيرة في الكبد والعضلات الهيكلية.
عندما يتم استنفاد احتياطي الجلايكوجين، يمكن الحصول على الجلوكوز من تحلل الدهون في أنسجة الدهون. يتم تحطيم الدهون إلى الجليسيرول والأحماض الدهنية الحرة، حيث يتم تحويل الجليسيرول إلى الجلوكوز في الكبد عبر مسار الجلوكونيوجينيس.
عندما تبدأ حتى الجلوكوز المصنوع من احتياطيات الجليسيرول في التناقص، يبدأ الكبد في إنتاج جسيمات الكيتون. الكيتون هي مشتقات قصيرة السلسلة من الأحماض الدهنية الحرة المذكورة في الفقرة السابقة، ويمكن لها أن تتجاوز حاجز الدم-الدماغ، مما يعني أنها يمكن استخدامها من قبل الدماغ كوقود أيضي بديل. يمكن استخدام الأحماض الدهنية مباشرة كمصدر للطاقة من قبل معظم الأنسجة في الجسم، ولكنها تكون مؤينة جداً لدرجة عدم قدرتها على تجاوز حاجز الدم-الدماغ.

### الجدول الزمني
بعد استنفاذ احتياطي الجلايكوجين، وللفترة التالية من 2-3 أيام، تصبح الأحماض الدهنية هي الوقود الأيضي الرئيسي. في البداية، يستمر الدماغ في استخدام الجلوكوز، لأنه إذا كانت أنسجة غير الدماغ تستخدم الأحماض الدهنية كوقود أيضي لها، يتم إيقاف استخدام الجلوكوز في نفس الأنسجة. وبالتالي، عندما تتم عملية تحلل الأحماض الدهنية للحصول على الطاقة، يتم توفير كل الجلوكوز المتبقي للاستخدام من قبل الدماغ.
بعد 2 أو 3 أيام من الصيام، يبدأ الكبد في تخليق جسيمات الكيتون من السلف المحصل عليه من تحلل الأحماض الدهنية. يستخدم الدماغ هذه الجسيمات كوقود، مما يقلل من حاجته إلى الجلوكوز. بعد الصيام لمدة 3 أيام، يحصل الدماغ على 30% من طاقته من جسيمات الكيتون. وبعد 4 أيام، يرتفع هذا النسبة إلى 75%.
بالتالي، إن إنتاج جسيمات الكيتون يقلل من حاجة الدماغ إلى الجلوكوز من 80 جرام في اليوم إلى حوالي 30 جرام في اليوم. من الحاجة المتبقية للجلوكوز (30 جرام)، يمكن أن يتم إنتاج 20 جرامًا في اليوم من الكبد باستخدام الجليسيرول (الذي هو بدوره منتج من تحلل الدهون). وهذا يترك عجزًا يقدر بحوالي 10 جرامات من الجلوكوز يوميًا يجب أن يأتي من مصدر آخر. يتم توفير هذا العجز عبر عملية الجلوكونيوجينيس من حمض أميني ناتج عن تحلل البروتينات في جسم الإنسان.
بعد عدة أيام من الصيام، تبدأ جميع خلايا الجسم في تحلل البروتين. يؤدي ذلك إلى إطلاق حمض الأمين في الدورة الدموية، والتي يمكن تحويلها إلى الجلوكوز من قبل الكبد. نظرًا لأن الكثير من الكتلة العضلية في جسم الإنسان تتألف من البروتين، يكون هذا الظاهرة هي المسؤولة عن فقدان كتلة العضلات الذي يُرى في حالات الجوع.
مع ذلك، يمكن للجسم اتخاذ قرار انتقائي بشكل يختار فيه أي خلايا تحلل البروتين وأي خلايا لا تقوم بذلك. حوالي 2-3 غرامات من البروتين يجب أن يتم تحللها لتخليق 1 غرام من الجلوكوز؛ يتم تحلل حوالي 20-30 غرامًا من البروتين يوميًا لإنتاج 10 غرامات من الجلوكوز للحفاظ على حياة الدماغ. ومع ذلك، قد تتناقص هذه النسبة لتوفير البروتين كلما طالت فترة الصيام.
تنشأ حالة الجوع عندما يتم استنفاد احتياطيات الدهون تمامًا ويصبح البروتين هو الوقود الوحيد المتاح للجسم. وبالتالي، بعد فترات من الجوع، يؤثر فقدان البروتين في الجسم على وظيفة الأعضاء الحيوية، مما يؤدي إلى الوفاة، حتى إذا كانت هناك مخزونات دهنية لم يتم استخدامها بعد. (في حالة الأشخاص النحيفين، قد يتم استنفاد مخزونات الدهون في وقتٍ سابق، وتحدث نقص البروتين في وقتٍ أقرب، وبالتالي يحدث الوفاة في وقتٍ أبكر.)
السبب النهائي للوفاة عمومًا هو غالبًا توقف القلب أو اضطراب نظم القلب ناتج عن تحلل الأنسجة وعدم التوازن في الكهارل الكهربائية.
في حالة الأشخاص البدينين جدًا، تم توضيح أن البروتينات قد يتم استنفادها أولاً. وبناءً على ذلك، يتوقع حدوث الوفاة نتيجة للجوع قبل استنفاذ مخزونات الدهون تمامًا.

### علم الكيمياء الحيوية
أثناء فترات الجوع، أقل من نصف الطاقة المستخدمة من قبل الدماغ تأتي من استقلاب الجلوكوز. نظرًا لقدرة الدماغ البشري على استخدام جسيمات الكيتون كمصدر رئيسي للوقود، لا يتعين على الجسم أن يقوم بتحطيم العضلات الهيكلية بمعدل عالٍ، مما يحافظ على الوظائف الإدراكية والقدرة على الحركة لفترات تصل إلى عدة أسابيع. هذه الاستجابة ذات أهمية كبيرة في تطور الإنسان وسمحت للبشر بالاستمرار في العثور على الطعام بشكل فعّال حتى في وجه الجوع المستمر.
في البداية، ينخفض مستوى الأنسولين في الدورة الدموية، وترتفع مستويات الجلوكاغون والإبينفرين والنورإبينفرين. في هذا الوقت، يحدث تعزيز في عمليات تحلل الجلايكوجين، وجلوكونيوجينيس، وتحلل الدهون، وتكوين الكيتونات. يتم استهلاك مخازن الجلايكوجين في الجسم في حوالي 24 ساعة. في شخص بالغ عادي يزن 70 كيلوغرامًا، يتم تخزين حوالي 8000 كيلوجول من الجلايكوجين في الجسم (بشكل رئيسي في العضلات المشطية). يشترك الجسم أيضًا في عملية تكوين الجلوكونيوجينيس لتحويل الجليسيرول وأحماض الأمين المتجانسة للجلوكوز للاستقلاب. تعد دورة كوري تكييفًا آخر يشمل نقل الطاقة المستمدة من الدهون في الجلوكوز إلى الأنسجة الجليكولية الطرفية، التي ترسل بدورها اللاكتات مرة أخرى إلى الكبد لإعادة تخليقه إلى الجلوكوز. بفعل هذه العمليات، تظل مستويات الجلوكوز في الدم نسبياً ثابتة خلال فترات الجوع المطولة.
ومع ذلك، فإن المصدر الرئيسي للطاقة أثناء فترات الجوع المطولة يعود إلى الدهون. بالمقارنة مع 8000 كيلوجول من الجلايكوجين المخزن، فإن وقود الدهون أغنى بكثير في محتوى الطاقة، حيث يخزن الشخص البالغ وزنه 70 كيلوجرامًا أكثر من 400.000 كيلوجول من الثلاثي جليسيريد (بشكل رئيسي في أنسجة الدهون). يتم تحليل الثلاثي جليسيريد إلى أحماض دهنية عبر عملية تحليل الدهون. يتسبب الإبينفرين في تحفيز عملية تحليل الدهون عن طريق تنشيط بروتين كيناز A، الذي يُضاف فوسفات إلى ليباز الهرمون الحساس للدهون والبريليبين. تتكون هذه الإنزيمات، جنبًا إلى جنب مع جيني 58-1 (CGI-58) وليباز الثلاثي جليسيريد الدهني، على سطح قطرات الدهون. يقوم ليباز الدهون الثلاثية وليباز حساس للهرمونات بشكل متناسق بتحرير الأحماض الدهنية الأولى والثانية. يقوم مستحلب الأحماض الدهنية الأحادي الجزء منها ليباز مونواسيل جليسيرول بتحرير الأحماض الدهنية النهائية. يدخل الجليسرول المتبقي عملية تكوين الجلوكونيوجينيس.
الأحماض الدهنية لا يمكن استخدامها كمصدر وقود مباشر. يجب عليها أولاً أن تخضع لعملية البيتا أكسدة في الميتوكوندريا (بشكل رئيسي في العضلات الهيكلية والعضلات القلبية وخلايا الكبد). يتم نقل الأحماض الدهنية إلى الميتوكوندريا على شكل أسيل كارنيتين عبر عمل إنزيم CAT-1. تتحكم هذه الخطوة في التدفق الأيضي لعملية البيتا أكسدة. يدخل الأسيل كو إلى دورة حمض الستريك ويخضع لعملية الفسفورة التأكسدية لإنتاج أدينوسين ثلاثي الفوسفات. يستثمر الجسم بعض هذا أدينوسين ثلاثي الفوسفات في عملية تكوين الجلوكونيوجينيس لإنتاج المزيد من الجلوكوز.
الثلاثي جليسريد والأحماض الدهنية طويلة السلسلة هي هيدروفوبية للغاية بحيث لا يمكنها اختراق خلايا الدماغ، لذا يجب على الكبد تحويلها إلى أحماض دهنية قصيرة وجسيمات الكيتون من خلال عملية تكوين الكيتون. الجسيمات الكيتونية الناتجة، الأسيتو أسيتات وبيتا-هيدروكسي بيتورات، هي مفردات هيدروفيلة ويمكن نقلها إلى الدماغ (والعضلات) وتحللها إلى أسيتيل-كو إيه لاستخدامها في دورة حمض الستريك. يتحلل الأسيتو أسيتات تلقائيًا إلى الأستون، ويتم إطلاق الأستون عبر البول والرئتين لإنتاج "رائحة الأستون" التي تصاحب الصيام المطول. يستخدم الدماغ أيضًا الجلوكوز أثناء الجوع، ولكن معظم الجلوكوز في الجسم يُخصص للعضلات الهيكلية وخلايا الدم الحمراء. تكلفة استخدام الدماغ للكثير من الجلوكوز هي فقدان العضلات. إذا اعتمد الدماغ والعضلات بالكامل على الجلوكوز، فإن الجسم سيفقد 50% من محتواه من النيتروجين في 8-10 أيام.
بعد الصيام لفترات طويلة، يبدأ الجسم في تدهور عضلاته الهيكلية. للحفاظ على عمل الدماغ، يستمر تكوين الجلوكوز في توليد الجلوكوز، ولكن الأحماض الأمينية الجلوكوجينية - بشكل أساسي الألانين - مطلوبة. هذه تأتي من العضلات الهيكلية. في وقت متأخر من المجاعة، عندما تصل مستويات الكيتون في الدم إلى 5-7 مم، يرتفع استخدام الكيتون في الدماغ، بينما ينخفض استخدام الكيتون في العضلات.
ثم يحدث الالتهام الذاتي بمعدل متسارع. في الالتهام الذاتي، تقوم الخلايا بتفكيك الجزيئات الحرجة لإنتاج الأحماض الأمينية لتكوين الجلوكون. هذه العملية تشوه بنية الخلايا، والسبب الشائع للوفاة في الجوع يرجع إلى فشل الحجاب الحاجز من الالتهام الذاتي لفترات طويلة.

## في البكتيريا
تصبح البكتيريا شديدة التحمل للمضادات الحيوية عندما تكون العناصر الغذائية محدودة. يساهم التجويع في تحمل المضادات الحيوية أثناء العدوى، حيث تصبح العناصر الغذائية محدودة عندما يتم عزلها بواسطة دفاعات المضيف واستهلاكها عن طريق تكاثر البكتيريا. أحد أهم أسباب التجويع الناجم عن التحمل في الجسم الحي هو نمو الأغشية الحيوية، والذي يحدث في العديد من الالتهابات المزمنة. يرجع التجويع في الأغشية الحيوية إلى استهلاك المغذيات من قبل الخلايا الموجودة على محيط مجموعات الأغشية الحيوية وبتقليل انتشار الركائز من خلال الأغشية الحيوية. تُظهر بكتيريا الأغشية الحيوية تحملًا شديدًا لجميع فئات المضادات الحيوية تقريبًا، ويمكن أن يؤدي توفير الركائز المحدودة إلى استعادة الحساسية.